# Sexto Pompeu (cônsul em 35 a.C.)
Sexto Pompeu (em latim: Sextus Pompeius) foi um político da gente Pompeia da República Romana nomeado cônsul em 35 a.C. com Lúcio Cornifício, o mesmo ano no qual Sexto Pompeu, filho do triúnviro e seu parente, foi executado na Ásia.

## Carreira
Cícero elogiou Sexto Pompeu por seu conhecimento em direito, geometria e filosofia estoica, qualificando-os como "vir doctus". Certamente exerceu várias magistraturas, mas não se sabem os detalhes, com exceção do fato de ter sido cônsul em 35 a.C.. É possível que sua nomeação tenha tido o objetivo de cumprir a promessa dos triúnviros de nomear Sexto Pompeu (filho de Pompeu), que já era o consul-designado para 34 a.C..

## Família
Sexto Pompeu, cônsul em 14, era seu filho.